# Мураєв Євгеній Володимирович
Євге́ній Володи́мирович Мураєв (нар. 2 грудня 1976, Зміїв, Харківська область, УРСР) — колишній український проросійський політик та власник закритого телеканалу НАШ. Колишній голова політради партії «За життя», (нині ОПЗЖ), з листопада 2018 — керівник забороненої проросійської партії «Наші». Народний депутат України VII і VIII скликань.
Депутат Харківської обласної ради двох скликань. Член комітету ВРУ з питань податкової та митної політики від Опозиційного блоку (раніше — Партія регіонів) в 2014—2016. З 3 червня 2016 позафракційний.
З початком російського вторгнення в Україну, 25 лютого 2022 року написав про «капітуляцію України». Журналісти в розслідуванні «Батальйон Відень» виявили, що Мураєв із сім'єю виїхав з України та оселився у Відні в Австрії. Відомий проросійськими заявами. З 19 січня 2025 року перебуває під санкціями РНБО України.

## Життєпис
Народився у місті Змієві на Харківщині. Батько Володимир Кузьмич обіймав посаду генерального директора АТЗТ «Рапід». Мати Ольга Олексіївна — доцент кафедри хімії в Харківському університеті міського господарства.

### Освіта
Закінчив фізико-математичний ліцей № 27 Харкова.
1994—1999 — навчався на економічному факультеті ХНУ імені В. Н. Каразіна, спеціальність «фінанси та кредит» (закінчив з відзнакою).
1996 — представляв Україну на Європейському конгресі студентів у бельгійському Льєжі. Другу вищу освіту здобув у Юридичному університеті ім. Ярослава Мудрого, який закінчив 2014 року з відзнакою.[джерело?]

### Робота у приватному секторі
Обіймав посаду директора ТОВ «Анклав» (гуртова торгівля нафтопродуктами), з 2001 по 2007 рік — директор ТОВ «МКМ-Харків».
2009—2010 — генеральний директор ТОВ «Східна фінансова група».

### Політика
2006 — депутат Харківської облради V скликання від партії «Віче». Керівник комісії з питань паливно-енергетичного комплексу, енергоощадження та ЖКГ. Вдруге депутатом облради став у 2010 році від Партії регіонів.
15 квітня 2010 — призначений Януковичем головою Зміївської райдержадміністрації. За час його роботи (за даними облради) Зміївщина піднялася з дев'ятого на друге місце в обласному рейтингу за соціально-економічним розвитком, оздоровленням дітей, у сфері освіти, фізкультури та спорту. За два роки в районі введено в експлуатацію три свердловини для питної води, два очисних комплекси-біоплато, організовано збір твердих побутових відходів, почато будівництво соціального житла, запущено програму реконструкції музеїв і пам'ятників. У двох населених пунктах на 12,5 % було знижено вартість тепла для населення.
Під час його головування розгорнувся скандал довкола НПП «Гомільшанські ліси», де за його поданням змінили керівника. На думку наукових працівників парку, діяльність новопризначеного Севєріна І. О. завдавала шкоди парку та була спрямована на отримання фінансової вигоди.
21 листопада 2012 — звільнений з посади голови району у зв'язку з обранням до Верховної Ради України у мажоритарному окрузі № 181.
У червні 2013 року з-поміж 148 народних депутатів України підписав Звернення депутатів від Партії регіонів і КПУ до польського Сейму з проханням «визнати Волинську трагедію геноцидом щодо польського населення і засудити злочинні діяння українських націоналістів».
В одному зі своїх інтерв'ю Дмитру Гордону Мураєв підтвердив, що він у 2014 році вивозив колишнього прем'єр-міністра України Миколу Азарова за межі України. За словами Мураєва, колишній посадовець пропонував відвезти його до міста Бєлгорода.
26 жовтня 2014 — переобраний до парламенту за тим же округом. Член Комітету ВРУ з питань податкової та митної політики. 31 березня 2015 став «міністром» економічного розвитку і торгівлі так званого «опозиційного уряду».
2014 — став власником харківського інтернет-каналу «Робінзон ТВ», сайту MIGnews та новинного телеканалу NewsOne. З того часу телеканал використовується для антиукраїнської пропаганди.
У вересні 2014 року у складі парламентської делегації від України (до складу якої, серед інших, входили Таїсія Повалій, Володимир Олійник, Олена Бондаренко, Віталій Журавський та Владислав Лук'янов) прибув до Державної думи Росії з метою урегулювання бойових дій на Донеччині та Луганщині та примирення Росії та України.
21 вересня 2018 — вийшов з партії «За життя» і створив проросійську партію «Наші».
14 грудня 2018 року Мураєв в етері свого телеканалу «Наш» заявив, що йде в президенти. 15 січня 2019 року ЦВК зареєструвала Мураєва кандидатом у Президенти України. 7 березня 2019 року Мураєв ухвалив рішення про зняття своєї кандидатури на виборах президента на користь Олександра Вілкула. У лютому 2019 року представники «Національного корпусу» розгромили низку сітілайтів у Харкові з рекламою проросійських кандидатів, зокрема, і Євгенія Мураєва. Також під час агітаційної кампанії Виборів Президента України 2019 року фіксувались факти поширення агітаційної продукції від імені Євгенія Мураєва без вихідних даних, що є порушенням законодавства.
Виходячи з даних аналітиків ІА «Слово і діло», за час перебування на посаді народного депутата VIII скликання Верховної Ради України Євген Мураєв зміг виконати 28 % своїх обіцянок.
25 грудня 2018 року на Мураєва було накладено санкції РФ. Крім Мураєва, до санкційного списку в той час потрапили політики від «Опозиційного блоку» Андрій Клюєв, Вадим Новинський, Олександр Вілкул, Геннадій Труханов та інші.
У лютому 2019 року Мураєва допитали в Генеральній прокуратурі України як свідка у справі щодо ухилення ним же від сплати податків в особливо великих розмірах, але він відмовився давати свідчення, пославшись на 63 ст. Конституції.
Очолив виборчий список партії «Опозиційний блок» на парламентських виборах 2019 року.
22 січня 2022 року уряд Британії під час російсько-української кризи звинуватив РФ в прагненні замінити уряд України за допомогою військової сили та замінити його проросійською адміністрацією на чолі з Мураєвим. Росія заперечила ці звинувачення, заявивши, що це «свідчення того, що саме країни НАТО на чолі з англосаксонцями загострюють напруженість навколо України». Міністр закордонних справ Ліз Трасс написала, що Сполучене Королівство «не потерпить змову Кремля щодо встановлення проросійського лідерства в Україні» на чолі з Мураєвим. Мураєв заперечував такий план. Росія відкинула звинувачення як «дезінформацію».
14 червня 2022 року проросійську партію Наші було заборонено, це рішення ухвалив Восьмий апеляційний адміністративний суд Львова.

## Голосування у парламенті
Був народним депутатом VII скликання, які проголосували за диктаторські закони 16 січня 2014 року.
У 2017 році Мураєв взяв участь тільки у 0,4 % голосувань у парламенті, пропустивши 99,6 % голосувань.
У 2018 році Мураєв пропустив 99,11 % голосувань у Верховній Раді України.

## Погляди

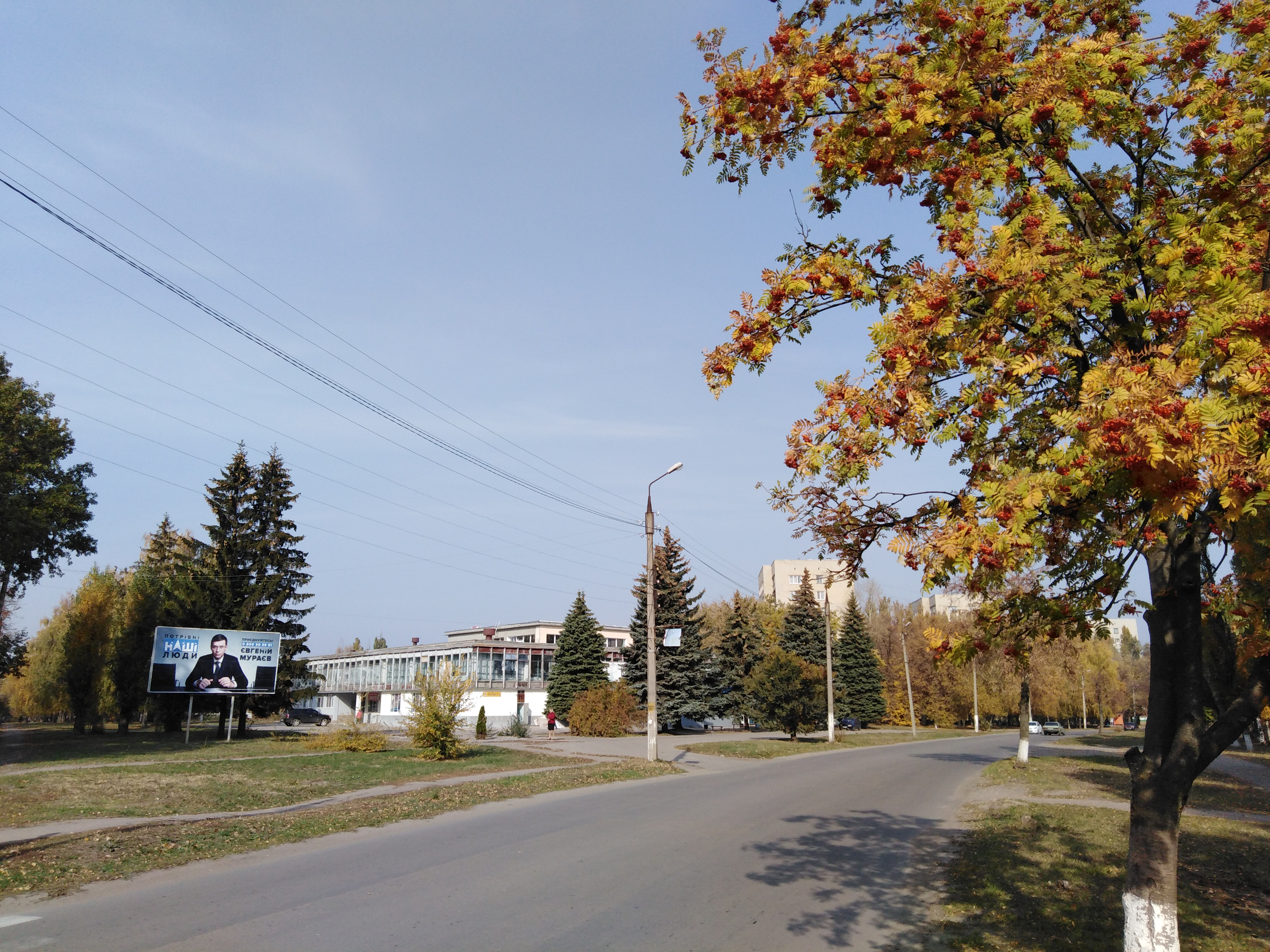
Білборд з рекламою партії «Наші» та фото Мураєва. Харківська область, Златопіль, вулиця Жовтнева. 2018

### Війна на сході України та анексія Криму
З початком Російсько-української війни заявив, що це — «громадянський конфлікт», відзначивши, що обидві сторони отримують підтримку від іноземних держав: Україна зі сторони США, а сепаратисти — Росії.
Збрехав, що у звільненні Маріуполя від проросійських сепаратистів з української сторони брали участь американські «солдати Greystone та Blackwater».
Стверджував, що теперішній українській владі вигідне продовження війни, оскільки «повернення в електоральне поле ще 5 млн голосів […] буде означати закінчення цього режиму».
Вважає, що тимчасова анексія Криму була вигідна українській владі, оскільки разом з півостровом з електорального поля зникли два мільйони «незгодних голосів». Заявив, що визнає півострів українським.

### Державний устрій
Є прихильником децентралізації, федералізації та розширення повноважень регіонів.

### Мовне та культурне питання
Виступає проти декомунізації та за збереження символів комуністичного режиму, як «історичної і культурної пам'яті».

### Зовнішня політика
Заявив, що «в НАТО на Україну не чекають». Вважає, що питання вступу до НАТО потрібно вирішувати на всеукраїнському референдумі, нав'язуючи свою точку зору за допомогою власного проросійського пропагандистського новинно-політичного телеканалу «НАШ».

### Євромайдан
30 листопада 2017 року назвав Революцію гідності «державним переворотом», що викликало скандал та пікетування телеканалу NewsOne. 3 грудня 2017 року активісти почали блокування входу до телеканалу з вимогою до власника вибачитись за зневажливі слова щодо Євромайдану та припинити прокремлівську пропаганду..

### Ставлення до українських жертв путінських репресій
7 червня 2018 року заявив, що політичний в'язень путінського режиму Олег Сенцов «готував вибухи і підпали» і «для частини населення» є терористом. Це викликало негативну реакцію низки політиків, зокрема міністр Арсен Аваков назвав Мураєва «покидьком». Депутат ВРУ від «Народного фронту» Сергій Пашинський звернувся в СБУ і Генпрокуратуру з вимогою порушити кримінальну справу проти Мураєва за статтями «державна зрада» і «свідомо неправдиве повідомлення про вчинення злочину», депутат від БПП Ірина Геращенко запропонувала колегам бойкотувати етери NewsOne до отримання публічних вибачень його власника «перед Сенцовим і перед усіма політв'язнями».
Після численних вимог перепросив у Сенцова Мураєв записав відеозвернення, де заявив, що українська влада «кинула Олега разом з Кримом» (говорячи про російську окупацію АРК), тож йому шкода, що українська влада «використовувала політв'язнів у своїх цілях». Згодом у Facebook написав, що не називав Сенцова терористом, бо «не бачив матеріалів справи і не є судом».

### Расистські висловлювання
1 вересня 2021 року в спецетері проросійського телеканалу «Наш» Мураєв дозволив собі расистські висловлювання щодо сучасного етнічного та релігійного складу населення Парижа та Брюсселя. Телеканал спробував приховати частину етеру, де прозвучали ці висловлювання.

### Повномасштабне російське вторгнення
26 лютого 2022 року, після початку російського вторгнення до України, Мураєв запропонував українському уряду капітулювати. Згодом Мураєв видалив цей допис.
На початку 2025 року Мураєв дав інтерв'ю російським пропагандистам, де поширював російську пропаганду, зокрема, намагався зняти відповідальність із Росії за війну, згадував «багатовікову історію в рамках єдиної держави» із Росією. Війну назвав «поганими відносини між країнами», а українців і росіян «не чужим народом».

## Громадська діяльність
Виступив як організатор змагань зі спортивних бальних танців «Кубок Віденського вальсу — VW», який 2015 року отримав статус відкритих всеукраїнських змагань, як IV тур «Гран-прі Слобожанщини 2014—2015».У Харківській області щорічно проводяться всеукраїнські змагання з самбо на кубок Мураєва та два етапи кубку з автоперегонів, де Мураєв бере участь.
За ініціативою Мураєва обладнані дитячі навчально-виховні комплекси в Соколовому, Змієві та Яковлівці Лозовського району. З 2012 року в окрузі встановлено понад 100 дитячих і спортивних майданчиків.
За підтримки очолюваної Мураєвим РДА 2010 і 2011 року в Зміївському районі проходили «Вахти пам'яті», організовані проросійським військово-патріотичним об'єднанням «Орієнтир». У результаті пошукових робіт, було знайдено рештки 37 невідомих солдатів, загиблих 1943 року та частини підірваного радянського танку КВ-1.
За ініціативи Мураєва проводився ремонт та встановлення радянських пам'ятників та знаків, реконструкція краєзнавчого музею, видані «Книга пам'яті Зміївщини», «Соколово: забытые герои», «Широнинцы: подвиг без цензуры».

## Розслідування
25 липня 2023 року Мураєву було заочно повідомлено про підозру у державній зраді за ведення інформаційно-підривної діяльності проти України та у вчиненні умисних дій, спрямованих на приниження національної честі та гідності (ч. 1 ст. 111, ч. 1 ст. 161 ККУ). За матеріалами слідства, до початку повномасштабного вторгнення РФ до України Мураєв активно допомагав РФ у підривній діяльності проти України.
5 березня СБУ завершила досудове розслідування, обвинувальний акт скеровано до суду.

## Сім'я
7 квітня 2017 був розлучений, колишня дружина — Валерія Олегівна Дзюба, середня дочка підприємця та народного депутата України Олега Таранова. Має двох синів від першого шлюбу — Михайла (2007) та Ігоря (2009).
Нинішня дружина Катерина Гордієнко (Мураєва) — юристка й акторка, у 2020 році у пари народилася донька[джерело?], у 2021 році — син.

## Нагороди
19 січня 2025 року позбавлений усіх державних нагород.